# Jim Brown (cyclisme)
Pour les articles homonymes, voir Brown et Jim Brown (homonymie).
Jim Brown (né le 2 octobre 2000 à Holmfirth) est un coureur cycliste britannique.

## Biographie
En 2020, il fait le choix de rejoindre le CC Étupes, club français évoluant en division nationale 1. Dans une saison perturbée par la pandémie de Covid-19, il se classe notamment deuxième d'une étape des Quatre Jours des As-en-Provence.
Il intègre l'équipe continentale Canyon-SunGod en 2021,.

## Palmarès et résultats

### Par année
- 2018
  - 2e du Keizer der Juniores
- 2020
  - 3e du Prix de Saint-Amour
- 2022
  - 5e étape de l'Olympia's Tour
  - 2e épreuve du Tour Series (en)
  - 2e du Stockton Grand Prix
  - 3e du Ronde van de Achterhoek
  - 3e du championnat de Grande-Bretagne sur route espoirs
- 2023
  - Dudley Grand Prix
  - Grand Prix Ex-schepen Marleen Verdonck
  - 3e de l'Otley Grand Prix
- 2024
  - Spartanburg Criterium
  - Spin the District College Park
  - 2e de l'Armed Forces Cycling Classic
  - 2e du Beverley Grand Prix
  - 3e de l'Otley Grand Prix
- 2025
  - Holy Saturday Cross Country Cycling Classic
  - 3e de l'Athens Twilight Criterium
  - 3e de la Clarendon Cup
  - 3e de la Harlem Skyscraper Classic
  - 3e du Littleton Twilight Criterium

### Classements mondiaux
| Année           | 2019   |
| --------------- | ------ |
| UCI Europe Tour | 2 010e |

### Palmarès sur piste
- 2019
  - 2e du championnat de Grande-Bretagne de poursuite par équipes